# إف. إف. ورثينجتون
إف. إف. ورثينجتون هو عسكري كندي، ولد في 17 سبتمبر 1889 في Peterhead ‏ في المملكة المتحدة، وتوفي في 8 ديسمبر 1967 في أوتاوا في كندا.